# Stefan Heller
Stefan Karol Franciszek Heller ps. "Rudy", "Szatyn", "Sokólicz" (ur. 1 maja 1906, zm. 1988) – dyplomata, uczestnik wojny obronnej 1939, oficer Armii Krajowej w Obwodzie Błonie AK. Szef Biura Informacji i Propagandy Sztabu Podokręgu Zachodniego AK "Hallerowo". Po wojnie od 1945 do 1947 wywieziony na Syberię. W 1948 zbiegł nielegalnie do USA.

## Życiorys
Syn Stefana. Po ukończeniu gimnazjum studiował w Wyższej Szkole Handlu Zagranicznego w Warszawie. Od sierpnia 1929 do czerwca 1930 był słuchaczem Szkoły Podchorążych Rezerwy Kawalerii w Grudziądzu. Po odbyciu ćwiczeń aplikacyjnych awansowany do stopnia podporucznika rezerwy kawalerii ze starszeństwem od 1 stycznia 1932 z przydziałem do 18 Pułku Ułanów Pomorskich w Grudziądzu. Ewidencyjnie podlegał PKU w Grudziądzu.
Po uzyskaniu dyplomu podjął pracę w służbie dyplomatycznej. Do 1939 był Konsulem RP w Chicago. Pod koniec sierpnia 1939, wraz z nowo poślubioną żoną amerykanką Melanią Kocyan przyjechał w odwiedziny do swojej matki i siostry do Milanówka. W dniu 1 września 1939 roku jako podporucznik rezerwy kawalerii, wstąpił na ochotnika do Wojska Polskiego, oddając swój prywatny samochód na cele wojskowe. Był adiutantem dowódcy II dywizjonu konnego majora Janusza Kapuścińskiego, w zgrupowaniu kawalerii Grupy „Dubno”. Został ranny w nogę pod Rawą Ruską. Uniknął niewoli i w listopadzie powrócił do Milanówka.
Wstąpił w szeregi Związku Walki Zbrojnej. Początkowo działał w Biurze Informacji i Propagandy. Od 1942 został szefem BiP Podokręgu Zachodniego AK i w maju 1942 został awansowany do stopnia porucznika. Był ponadto organizatorem Plutonu 32 w Milanówku. Po aresztowaniu 16 września 1944 komendanta ośrodka AK w Milanówku por. Józefa Parzyńskiego "Józef", objął funkcję komendanta ośrodka, którą pełnił do stycznia 1945.
Na początku lutego 1945 został aresztowany przez NKWD i uwięziony w obozie specjalnym NKWD nr 10 w Rembertowie, skąd w marcu 1945 zostaje wywieziony do obozu nr 231, Siewruałłagu na Uralu, gdzie transport dotarł 22 kwietnia 1945. W dniu 23 września 1946 odesłany z obozu nr 231 do obozu nr 523 w obwodzie swierdłowskim, skąd zostaje odesłany 13 X 1947 do obozu przejściowego nr 284 w Brześciu. W czasie pobytu stracił oko. W tym czasie jego żona wyjechała do USA, gdzie prowadziła starania o jego uwolnienie.
Został uwolniony we wrześniu 1947 i powrócił w grudniu 1947 do Milanówka. Prześladowany przez komunistów, ukrywał się w Gdańsku u swoich byłych podkomendnych z plutonu 32 (Władysława Sobieniaka i jego synów Andrzeja i Czesława). W czerwcu 1948 w przebraniu robotnika przedostał się na szwedzki statek. Zmarł na emigracji w Stanach Zjednoczonych.
W 2007 na wniosek jego podkomendnego z AK kpt. Jana Kubka, imieniem por. Stefana Hellera nazwano jedną z ulic w Milanówku.